# Corferias (estación)
La estación sencilla Corferias forma parte del sistema de transporte masivo de Bogotá, TransMilenio, inaugurado en el año 2000.

## Ubicación
Está ubicada sobre la Avenida El Dorado con la Avenida Pedro León Trabuchy. Se accede a ella mediante cruce semaforizado por la Av. Pedro León T.
Atiende la demanda de los barrios El Recuerdo, Ciudad Universitaria y sus alrededores. En sus cercanías están la Universidad Nacional de Colombia y Corferias, ubicado aproximadamente a 250 metros de la estación. Corferias es reconocido por sus ferias a lo largo del año y por ser la sede ocasional de conciertos, simposios y asambleas.

## Origen del nombre
La estación recibe su nombre del Centro de Ferias y Exposiciones del mismo nombre, ubicado aproximadamente a 250 metros de la estación. En el año 2019, el nombre se cambió, siendo reemplazado por «Recinto Ferial». Luego, en el marco del plan que tiene la empresa TransMilenio para buscar aliados comerciales, en el 2023 se le volvió a cambiar el nombre, retomando el original de «Corferias».

## Historia
Esta estación hace parte de la Fase III de TransMilenio que empezó a construirse a finales de 2009 y, después de varias demoras relacionadas con casos de corrupción, fue entregada en Septiembre de 2012.

## Servicios de la estación

### Servicios troncales
| Tipo                                                          | Rutas al Oriente | Rutas al Occidente | Rutas al Norte | Rutas al Sur |
| ------------------------------------------------------------- | ---------------- | ------------------ | -------------- | ------------ |
| Ruta fácil                                                    | 1                | 1                  |                |              |
| Expresos todos los días todo el día                           |                  | K43 K54            |                | G43 H54      |
| Expresos lunes a sábado todo el día                           |                  | K16                | B16            |              |
| Rutas que finalizan y que inician el recorrido en la estación |                  |                    |                |              |
| Tipo                                                          | Rutas al Oriente | Rutas al Occidente | Rutas al Norte | Rutas al Sur |
| Ruta fácil                                                    | 3                | 3                  |                |              |

### Servicios duales
| Tipo                             | Rutas al Norte | Rutas al Occidente |
| -------------------------------- | -------------- | ------------------ |
| Dual lunes a domingo todo el día | M86            | K86                |

### Esquema
| ← Occidente |          |            |
| K16K43      | 13K54K86 | Carrera 40 |
| Vagón 2     | Vagón 1  |            |
| B16G43      | 13H54M86 | Carrera 40 |
| Oriente →   |          |            |

### Servicios urbanos
Así mismo funcionan las siguientes rutas urbanas del SITP en los costados externos a la estación, circulando por los carriles de tráfico mixto sobre la Avenida Eldorado, con posibilidad de trasbordo usando la tarjeta TuLlave:
| Código | Sector               | Dirección            | Rutas        |
| ------ | -------------------- | -------------------- | ------------ |
| 418A06 | K Estación Corferias | Av. Eldorado - KR 40 | A319K505 T40 |
| 461A05 | K Estación Corferias | Av. Eldorado - KR 39 | K319 T40     |

## Ubicación geográfica
| Noroeste: Teusaquillo   | Norte: D Carrera 47    | Nordeste: Teusaquillo                            |
| Oeste: K Quinta Paredes |                        | Este: K Ciudad Universitaria - Lotería de Bogotá |
| Suroeste: Teusaquillo   | Sur: F Zona Industrial | Sureste: Teusaquillo                             |